# José María González Barredo
José María González Barredo (Colunga, Asturias, 3 de junio de 1906-Pamplona, 28 de noviembre de 1993) fue un investigador y catedrático de Ciencias Químicas. Desarrolló su labor investigadora en España y Estados Unidos. Participó activamente en el establecimiento del trabajo apostólico del Opus Dei en Estados Unidos.

## Biografía

### Formación universitaria y guerra civil española
Nacido en el seno de una familia católica, con siete hijos y bien posicionada económicamente. Estudió Ciencias Químicas en la Universidad Central de Madrid. Se incorporó al Opus Dei el 11 de febrero de 1933. Durante la Guerra civil coincidió con Josemaría Escrivá de Balaguer en los refugios de la Clínica del doctor Suils y en la Legación de Honduras, donde permanecieron escondidos durante la persecución religiosa desatada en Madrid.

### Cátedra de Instituto y en la Universidad de Zaragoza
Mientras impartía clases como Catedrático de Física y Química en el Instituto de Linares (Jaén), preparó su tesis doctoral en la sección de Rayos X del Instituto Rockefeller (Madrid) donde se doctoró en 1940. En abril de 1942 obtuvo la Cátedra de Química Física de la Universidad de Zaragoza. En el curso 1942/43 realizó una estancia de investigación en Italia y en Gotinga (Alemania). Además trabajó como agregado cultural honorario en Suiza.

### Estados Unidos
En marzo de 1946 se trasladó a los Estados Unidos, gracias a una beca de la Junta de Relaciones Culturales. Su estancia se prolongó durante cuarenta años, hasta mediados de los ochenta en que regresó a España. Primero trabajó en el Instituto de Tecnología de Massachusetts y en las Universidad de Harvard y de Columbia, y tiempo después consiguió un contrato en la Oficina Nacional de Normas que le permitió desarrollar su verdadera especialidad en fenómenos de velocidades ultrarrápidas. Finalmente se trasladó a Chicago, donde trabajó en el Instituto Enrico Fermi. Allí se relacionó con prestigiosos científicos, entre los que se encontrabanː Enrico Fermi, o Chandrasekhara Raman, premio Nobel de Física (1930). Dirigió el Maryland Institute of Advanced Study, en Washington D. C.
Considerado un pionero de la labor apostólica del Opus Dei en Estados Unidos, entre otras cosas, tradujo al inglés el libro de Josemaría Escrivá, Camino, que incluye un preámbulo del cardenal Samuel Stritch.
Regresó a Pamplona a mediados de los años ochenta, donde permaneció hasta su fallecimiento en 1993.

## Publicaciones
- Cinética de descomposición del ión hipocloroso catalizada por el ión cloro, Madrid, impresor C. Bermejo, 1941, 1ª, 85 pp.
- Definición subcuántica y ultramatemática de distancia-espacio-tiempo , Pamplona, Fundación Rode, 1986, 88 pp. ISBNː 978-84-398-8279-4 • 84-398-8279-3